# Zenon Bartkowiak
Zenon Stanisław Bartkowiak (ur. 7 maja 1929 w Żninie) – polski rolnik i polityk, poseł na Sejm PRL IX kadencji.

## Życiorys
Syn Franciszka i Jadwigi. Skończył technikum rolnicze. Był zatrudniony w Janowieckich Zakładach Mięsnych w Stacji Selekcji Roślin i w Rejonowych Zakładach Zbożowych „PZZ” w Żninie, pełnił tam też funkcję dyrektora. Od 1969 prowadził własne gospodarstwo rolne.
Od 1978 stał na czele żnińskich struktur Zjednoczonego Stronnictwa Ludowego, do którego wstąpił w 1953. W 1981 został wiceprezesem Wojewódzkiego Komitetu tej partii w Bydgoszczy. Zasiadał w komitecie wykonawczym Rady Krajowej Patriotycznego Ruchu Odrodzenia Narodowego i w prezydium Rady Wojewódzkiej PRON w Bydgoszczy. W wyniku wyborów w 1985 uzyskał mandat posła na Sejm PRL IX kadencji, reprezentując okręg Inowrocław. Zasiadał w Komisji Planu Gospodarczego, Budżetu i Finansów. W wyborach parlamentarnych w 1989 bez powodzenia ubiegał się o reelekcję.

## Odznaczenia
- Krzyż Kawalerski Orderu Odrodzenia Polski
- Srebrny Krzyż Zasługi